# Put the Blame on Mame
Put the Blame on Mame är en amerikansk sång som skrevs av Allan Roberts och Doris Fisher till filmen Gilda 1946. I filmen sjöngs sången av titelrollen, spelad av Rita Hayworth (dubbad av Anita Ellis) dels i en scen med ett bejublat framträdande på en nattklubb, dels i en annan scen till akustisk gitarr av Hayworth själv.
I enlighet med karaktären Gilda, "den ultimata femme fatalen", omnämner sången en kvinna vid namn "Mame" och hennes sensuella uppträdande som den verkliga orsaken bakom tre kända omvälvande händelser i amerikansk historia: den stora Chicagobranden 1871, den stora snöstormen i New York 1888 och jordbävningen i San Francisco 1906. Mame hålls också ansvarig för att ha orsakat den fiktiva dödsskjutningen av Dan McGrew under guldrushen i Yukon, en händelse som härrör från en dikt publicerad 1907 av Robert W. Service.
Sången framfördes senare i en instrumental version i en annan klassisk film noir, Polishämnaren från 1953, där en av huvudrollsinnehavarna från Gilda, Glenn Ford, möter Lee Marvins karaktär i en bar.

## Artister som spelat in sången i urval
- Gale Robbins i filmen Hon stod i rök och damm 1950
- Barbara Hale i filmen The  Houston Story 1956
- Gypsy Rose Lee i filmen Kvinnomord 1958
- John Williams and His Orchestra
- Tapio Rautavaara (på finska)